# Snartemo Station
Snartemo Station (Snartemo stasjon) er en jernbanestation på Sørlandsbanen, der ligger i bygden Snartemo i Hægebostad kommune i Norge.
Stationen åbnede 17. december 1943, da banen blev forlænget fra Kristiansand til Sira. Stationsbygningen var opført året før efter tegninger af Gudmund Hoel. Stationen blev fjernstyret fra 19. august 1969 men var fortsat bemandet med billetsalg indtil 1. februar 1997. Perronen ved stationsbygningen blev moderniseret i 2010.
Stationen ligger på en 500 meter lang stendæmning på tværs af dalen mellem Hægebostadtunnelen og Kvinesheitunnelen, der med hhv. 8.474 og 9.065 meter er Norges femte og fjerde længste jernbanetunneler. Snartemo er udgangspunkt for mange, der går Norges på langs på ski. Den første der tog den vandretur, Bjørn Amsrud, startede for eksempel her. Der er ca. 2.400 km fra Snartemo til Nordkapp.